# عيد القوات المسلحة

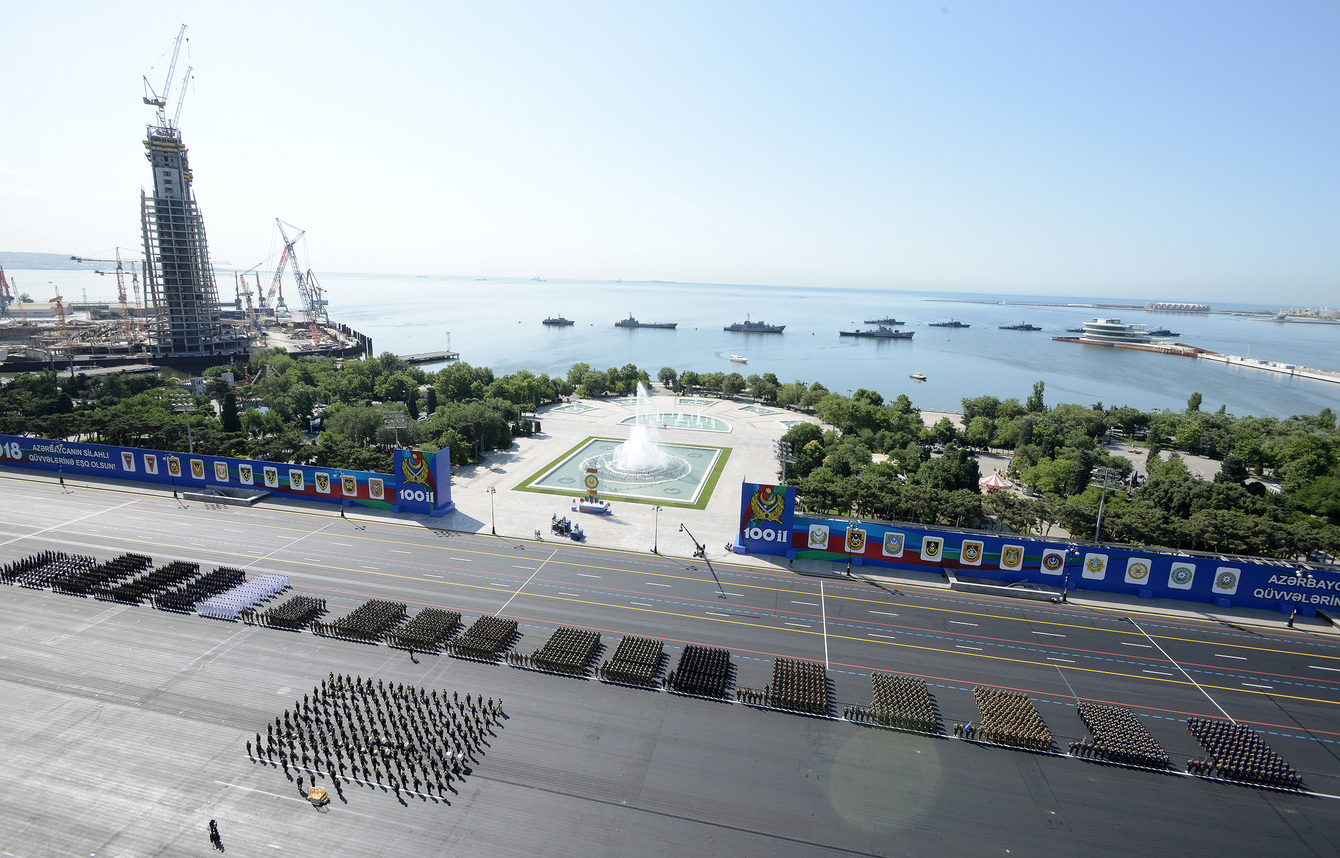

عيد الجيش، هو عيد تحتفل به عدة دول من العالم ليوم جيشها الوطني.